# جيمس ثورب
جيمس ثورب (بالإنجليزية: James Thorpe)‏ هو أكاديمي أمريكي، ولد في 17 أغسطس 1915 في أيكن في الولايات المتحدة، وتوفي في 4 يناير 2009 في Bloomfield, Connecticut ‏ في الولايات المتحدة.